# World Driver Championship
World Driver Championship es un Videojuego de carreras. Desarrollado por Boss Game Studios y publicado para la consola Nintendo 64 por Midway Games.  
Uno de los últimos simuladores de carreras en ser lanzado para la consola Nintendo 64, cuenta con unos gráficos excelentes basados en el uso de microcódigos de optimización personalizados y un alto número de polígonos de modelado. El equipo de desarrollo fue capaz de optimizar el uso de los procesadores de N64 para permitir un dibujado más suave de las distancias (reduciendo la necesidad de niebla o pop-up), un alto detalle las texturas y modelos, el Efecto Doppler de audio, efectos avanzados de niebla e iluminación y condiciones de tiempo bastante realistas. Increíblemente, el juego posee un modo de alta resolución de 640x480, que no requiere el complemento N64 RAM Expansion Pak. Además, a diferencia de muchos otros juegos de su tipo en la plataforma, en el modo alta resolución el juego funciona a un ritmo suficiente para jugar, esto sin duda fue posible debido a la utilización de una pantalla de reducción de área "Letterbox", modo que disminuye el número de píxeles que necesita ser mostrado.

## Comentarios
El juego recibió bastantes críticas, debido a la intensa competencia en el momento. Mientras que WDC fue una mejora en casi todo aspecto en comparación con similares esfuerzos anteriores de Boss(Top Gear Rally), a su vez se enfrentaba al nuevo e impresionante Gran Turismo y a otros títulos contemporáneos. Las quejas incluyen un modelo de conducción física poco convincente, coches sin licencia, y efectos de mala calidad musical y sonora. El disgusto por el modelo de la física a menudo proviene de los coches siendo estos difíciles de manejar y de ofrecer una "descuidada" sensación de control. Conforme avanza el juego y el jugador recibe coches más rápidos y de mejor rendimiento, el juego se vuelve más fácil y más agradable.
La banda sonora, compuesta de rock original y canciones de heavy metal, fue compuesta por el músico Zack Ohren.

## Pistas
Existen diez lugares en todo el juego, cada uno con seis circuitos (marcados "A", "B" y "C"), tres de los cuales son a la inversa (marcados "R" al lado de "A", "B", y "C"), a excepción de "Black Forest", que cuenta con solo cuatro, dos de ellos en sentido inverso.
Aquí está la lista:
- Hawái
- Les Gets (un pueblo de montaña situado en el sureste de Francia )
- Las Vegas, EE. UU.
- Nueva Zelanda, Auckland
- Lisboa, Portugal
- Roma, Italia
- Sídney, Australia
- Zúrich, Suiza
- Kyoto, Japón
- Selva Negra, Alemania

## Automóviles y equipos
Clase GT2
| Equipo      | Automóvil            | Modelo real              |
| ----------- | -------------------- | ------------------------ |
| Speedcraft  | Ellipse Stallion     | Saleen Ford Mustang S281 |
| Kohr Racing | Rage 512 EVO         | Porsche 911 (993) GT2    |
| Viewpoint   | Elan Swift TT        | Lotus Esprit GT1         |
| Reeds       | Reeds R12 Manta      | Chevrolet Corvette C4R   |
| Eurospec    | Ram Venom GTR        | Dodge Viper GTS-R        |
| Totalsport  | Furio LS             | Marcos LM600             |
| Elite       | Excalibur Challenger | TVR Cerbera              |

Clase GT1
| Equipo          | Automóvil         | Modelo real                |
| --------------- | ----------------- | -------------------------- |
| Team Nebo       | Hayai N70         | Nissan R390 GT1            |
| Victorysmith    | Lance Scorcher    | Lister Storm GT1           |
| Sage Autosport  | Elan Scorpion     | Lotus Elise GT1            |
| Lassiter        | McCloud F-Type    | McLaren F1 GTR (long tail) |
| SSD Competition | Panzer Batraye GT | Panoz GTR-1 Esperante      |
| Boss Racing     | Rage 996 GTR      | Porsche 911 (996) GT1      |
| Meiden-Krauss   | M-K Phantom R     | Mercedes-Benz CLK-LM       |
| Excalibur LTD   | Excalibur Mystic  | TVR Speed 12               |

## Los fanes
Desde que World Driver Championship fue lanzado a mediados de 1999, los aficionados lo han considerado como uno de los mejores títulos de carreras para Nintendo 64. Existen varios sitios de fanes a través de Internet dedicados a World Driver Championship.

## Concurso WDC
El concurso comenzó el 15 de junio de 1999 y finalizó el 15 de agosto del mismo año. Los participantes tenían la posibilidad de ganar camisetas, juegos de Midway o el premio mayor de $2,500 dólares. Se desconoce quién fue el ganador de dicho premio o si realmente existió un primer lugar debido a que no hay ningún registro de personas que hayan ganado el premio dado.

## Emulación
Actualmente World Driver Championship no es compatible con cualquier emulador de Nintendo 64 con su configuración inicial. El juego utiliza técnicas avanzadas que emuladores con tecnología HLE(High Level Emulation) no son capaces de procesar. WDC es posible de emular con el plugin gráfico "LLE Ziggy" y un RSP.dll hackeado. Sin embargo, los requisitos del sistema son muy exigentes. Se puede encontrar más en este tema en los foros Emutalk: http://www.emutalk.net/showthread.php?t=40640.

## Códigos y Sugerencias
El juego ofrece pocas modificaciones a través de códigos de botones:
- Al elegir tu vehículo, pulsa el botón Z para ver las distintas opciones de color disponibles.
- Si inicias en el modo Campeonato (Championship) y nombras tu partida como IGN64, todos los vehículos serán rosados.

Además, a menos que tengas cuidado al aceptar las ofertas de los distintos equipos proveedores de vehículos, es muy probable que al avanzar descubras que hay ciertos vehículos que aparecerán de forma permanente como 'No Disponible'. Para evitar esta situación, se sugiere:
- Si deseas desbloquear el vehículo McCloud F-Type del equipo Lassiter en la categoría GT1, evita aceptar la oferta de conducir vehículos del equipo Eurosport Racing en la categoría GT2. Aceptar esta oferta puede ser muy tentador, ya que el equipo Eurosport Racing tiene uno de los mejores automóviles de la categoría GT2, el Ram Venom.
- Para desbloquear los vehículos del equipo Reeds, es necesario quedarse en el equipo hasta que los tres vehículos sean desbloqueados, ya que retirarse del equipo antes de ese momento hará que sea imposible volver a recibir sus ofertas de conducción. Una forma sencilla de desbloquear los tres vehículos del equipo consiste en: Evitar su oferta de conducción, terminar las primeras siete copas, luego aceptar la oferta de Reeds eligiendo su vehículo más básico, con el que se vuelve a correr la primera copa, y al terminarla se desbloquean los otros dos automóviles.

Finalmente, para obtener el Falcon Interceptor, un vehículo oculto:
- Al terminar el juego en la categoría GT2 y obtener el Rango 1, puedes elegir el vehículo EXR Mystic del equipo Excalibur LTD., que cuenta con las mejores características entre todos los vehículos del juego. Si eliges este automóvil y lo usas para competir en la primera copa de la categoría GT2 (a la cual se accede presionando el botón R en el menú principal del modo Campeonato), te enfrentarás contra el Falcon Interceptor, un vehículo que tiene los mismos atributos que el EXR Mystic. Si logras derrotarlo obteniendo el primer lugar en ambas carreras, podrás elegir al Falcon Interceptor en la categoría GT1, en el equipo Boss Racing. Una vez que lo hayas seleccionado, asegúrate de grabar la partida, ya que si apagas la consola sin guardar previamente el vehículo ya no estará disponible y para conseguirlo tendrás que repetir todo el proceso.